# Manel Berdonce
Manel Berdonce, también conocido como el Tigre de Tetuán, es un boxeador español que durante más años ha sido campeón de España de boxeo profesional. Además, ha tenido los siguientes títulos: subcampeón de España júnior, subcampeón de España sénior, campeón del mundo hispano, número uno de Europa, número uno del mundo. Además disputó el título europeo y el mundial. Se retiró por múltiples lesiones en sus manos cuando iba a disputar nuevamente el título mundial.

## Palmarés
| Combates          | 39                  |
| Combates ganados  | 35 (17 por nockout) |
| Combates perdidos | 3 (1 por nockout)   |
| Combates nulos    | 1                   |

| N.º | Resultado | Balance | Rival                      |     | Asalto | Fecha      | Localidad              |
| --- | --------- | ------- | -------------------------- | --- | ------ | ---------- | ---------------------- |
| 39  | Victoria  | 35-3-1  | Óscar Villarreal           | KOT | 4      | 25/5/2001  | Leganés                |
| 38  | Victoria  | 34-3-1  | Constantin Timofte         | KOT | 1      | 9/7/1999   | Vigo                   |
| 37  | Victoria  | 33-3-1  | Zdenek Zubko               | KOT | 3      | 5/3/1999   | Madrid                 |
| 36  | Derrota   | 32-3-1  | Thomas Damgaard            | KOT | 12     | 27/11/1998 | Aarhus                 |
| 35  | Victoria  | 32-2-1  | Claudiu Rata               | KOT | 1      | 16/10/1998 | Leganés                |
| 34  | Victoria  | 31-2-1  | Anthony Campbell           | PTS | 10     | 21/4/1998  | Leganés                |
| 33  | Victoria  | 30-2-1  | Miguel Ángel Pena          | KOT | 7      | 4/4/1998   | Zaragoza               |
| 32  | Victoria  | 29-2-1  | Carlos Rocha               | KOT | 2      | 14/2/1998  | Leganés                |
| 31  | Derrota   | 28-2-1  | Giovanni Parisi            | PTS | 12     | 6/12/1997  | Catanzaro              |
| 30  | Victoria  | 28-1-1  | Andrey Suleimenko          | PTS | 8      | 25/10/1997 | Zaragoza               |
| 29  | Victoria  | 27-1-1  | Joao Andrade Queijas       | KO  | 4      | 12/12/1996 | Madrid                 |
| 28  | Victoria  | 26-1-1  | Zoltan Vegh                | KOT | 8      | 22/2/1996  | Madrid                 |
| 27  | Victoria  | 25-1-1  | Sergio Morales             | PTS | 8      | 18/2/1995  | Córdoba                |
| 26  | Victoria  | 24-1-1  | Sergio Rey Revilla         | KO  | 6      | 16/12/1994 | Hernani                |
| 25  | Victoria  | 23-1-1  | Benjamín Félix             | KOT | 4      | 20/8/1994  | Almería                |
| 24  | Nulo      | 22-1-1  | Abdelasís Abdellah Mohamed | PTS | 8      | 20/5/1994  | Leganés                |
| 23  | Victoria  | 22-1    | Cruz Ramos                 | KOT | 8      | 4/2/1994   | Leganés                |
| 22  | Victoria  | 21-1    | Sergio Morales             | PTS | 8      | 19/11/1993 | Huesca                 |
| 21  | Victoria  | 20-1    | Luis Ortiz                 | KO  | 2      | 2/10/1993  | Leganés                |
| 20  | Victoria  | 19-1    | Óscar Palomino             | PTS | 8      | 18/9/1993  | Santander              |
| 19  | Victoria  | 18-1    | Luis Alvarado              | KOT | 7      | 25/6/1993  | Leganés                |
| 18  | Victoria  | 17-1    | Elvin González             | KOT | 6      | 24/4/1993  | Leganés                |
| 17  | Victoria  | 16-1    | Danilo Claudio             | PTS | 8      | 26/3/1993  | Leganés                |
| 16  | Victoria  | 15-1    | Gilles Martin              | KOT | 6      | 19/2/1993  | Miranda de Ebro        |
| 15  | Victoria  | 14-1    | Santiago Galán             | KOT | 9      | 12/12/1992 | Oviedo                 |
| 14  | Victoria  | 13-1    | Ahmed Situbungu            | PTS | 6      | 31/10/1992 | Leganés                |
| 13  | Victoria  | 12-1    | José Molinillo             | PTS | 6      | 25/9/1992  | Leganés                |
| 12  | Victoria  | 11-1    | Constantin Pascariu        | PTS | 6      | 17/7/1992  | Leganés                |
| 11  | Victoria  | 10-1    | José Eduardo Aguirre       | PTS | 6      | 19/6/1992  | Leganés                |
| 10  | Victoria  | 9-1     | Belarmino Moreira          | PTS | 6      | 15/5/1992  | Bilbao                 |
| 9   | Victoria  | 8-1     | José Luis Serrano          | PTS | 10     | 4/4/1992   | Leganés                |
| 8   | Victoria  | 7-1     | Igor Smirnov               | PTS | 8      | 4/10/1991  | Leganés                |
| 7   | Victoria  | 6-1     | Santiago Machín González   | PTS | 6      | 29/6/1991  | Santa Cruz de Tenerife |
| 6   | Victoria  | 5-1     | Fernando Gómez             | PTS | 6      | 26/4/1991  | Leganés                |
| 5   | Victoria  | 4-1     | Cristóbal Fortes           | KOT | 5      | 21/3/1991  | Madrid                 |
| 4   | Derrota   | 3-1     | Andrés López               | PTS | 4      | 6/10/1990  | Málaga                 |
| 3   | Victoria  | 3-0     | Juan Manuel López Alonso   | PTS | 6      | 22/7/1990  | Marbella               |
| 2   | Victoria  | 2-0     | Francisco del Real         | PTS | 4      | 2/12/1989  | La Bañeza              |
| 1   | Victoria  | 1-0     | Santiago Cañadas           | PTS | 4      | 24/6/1989  | Madrid                 |

| Notas |
| --- |
| Disputa el título de Europa vacante del peso superligero ante Thomas Damgaard (27/11/1998)                         |
| Disputa el título mundial del peso superligero del Consejo Mundial de Boxeo (CMB) ante Giovanni Parisi (6/12/1997) |
| Se proclama campeón del mundo hispano del peso superligero (12/12/1996)                                            |
| Gana el campeonato de España del peso superligero, entonces vacante, ante José Luis Serrano (4/4/1992)             |

## Trayectoria como entrenador
Ha sido entrenador del equipo olímpico español durante 12 años de los cuales fue seleccionador durante 7 años. Como seleccionador obtuvo también grandes éxitos, entre los que se encuentran:  
1. Volver a llevar el boxeo español a los juegos olímpicos. 
2. Clasificar a dos boxeadores españoles para los juegos olímpicos por primera vez en la historia del boxeo español.  
3. Más de 90 medallas internacionales, entre las que se encuentran la Medalla de Oro de los Juegos de Mediterráneo que hacía 38 años que no se conseguía.  
4. Medallas de plata y bronce en el campeonato de Europa que hacía 27 años que no se lograba. Varios boxeadores clasificados entre los 10 primeros del mundo.  
5. Único entrenador español con tres estrellas, la máxima calificación AIBA, para un entrenador.
6. Medalla de bronce de la real orden del mérito deportivo 
Actualmente, Manel Berdonce es entrenador de boxeo en su gimnasio Berdonce Boxeing Studio. deportivas haciendo la transferencia con el boxeo para mejorar determinados aspectos en sus respectivos deportes.
Imparte conferencias en la facultad de Medicina para los futuros médicos de medicina del deporte, también en varias universidades, empresas y colegios.
Es miembro del profesorado de la Federación Española de Boxeo que imparte los cursos para obtener el título de entrenador en sus diferentes niveles.